# (3800) Karayusuf
(3800) Karayusuf est un astéroïde de la ceinture principale aréocroiseur.

## Description
(3800) Karayusuf est un astéroïde aréocroiseur. Il présente une orbite caractérisée par un demi-grand axe de 1,58 UA, une excentricité de 0,08 et une inclinaison de 14,8° par rapport à l'écliptique.

## Compléments